# Bantuana cregoei
Bantuana cregoei är en fjärilsart som beskrevs av William Lucas Distant 1906. Bantuana cregoei ingår i släktet Bantuana och familjen Eupterotidae. Inga underarter finns listade i Catalogue of Life.